# 亚历山大三世 (伊梅雷蒂)
亚历山大三世（格鲁吉亚语：ალექსანდრე III；1609年?—1660年3月1日），巴格拉季昂王朝的一位格鲁吉亚统治者，即伊梅雷蒂国王（1639年-1660年在位）。吉奥尔基三世及塔玛王后之子。

## 统治
1639年，亚历山大在其父亲吉奥尔基三世去世后继承了王位。他的大部分统治时间都花在了与明格列利亚亲王列万二世·达迪亚尼的斗争中。亚历山大在位期间，积极寻求获得俄罗斯沙皇国的支持。1657年列万二世·达迪亚尼去世，亚历山大才得以报仇。他立即进军明格列利亚亲王国，大胜。1659年，他还干涉古里亞公國。因此，在短时间内，伊梅雷蒂王国的权威在整个格鲁吉亚西部重新建立起来。
亚历山大在其统治期间的头衔为：「万王之王，至高无上的君主」

## 家庭
亚历山大三世拥有两段婚姻。第一任妻子为古里亚亲王马米亚二世·古列利之女古里亚的塔玛，亚历山大于1618年与她结婚，并于1620年离婚。
- 巴格拉特五世 (1620–1681)
- 克里门提王子 (?–1651)
- 蒂纳廷公主 （?–1680）

他于1629年与泰穆拉兹一世的女儿卡赫季的达雷詹结婚。